# Insignia de observador de globo
La Insignia de observador de globo (en alemán: Ballonbeobachterabzeichen) fue una condecoración militar de la Alemania nazi durante la Segunda Guerra Mundial. Era otorgada al personal del ejército alemán que operaba globos de observación que volaban a una altura que iba desde los 91 m hasta los 152 m. Los globos eran blancos fáciles para los pilotos aliados y el fuego terrestre. Debido a su introducción tardía, solo fueron otorgadas un número muy escaso de insignias.
La insignia presenta una corona de laurel de hojas de roble y bellotas coronada por el águila nacional sosteniendo una esvástica. Debajo hay una representación de un globo de observación. La Insignia de Observador tenía tres grados basados en un sistema de puntos: bronce (20 puntos); plata (45 puntos) y oro (75 puntos).
Se otorgaban puntos a través de una serie de requisitos específicos, como la dificultad y el éxito de una misión. No hay constancia de que se hubiera otorgado la versión en oro. La recomendación para la condecoración era emitida por un oficial al mando de la unidad de observadores, la unidad de artillería o la unidad del ejército.